# Pseudagrion vumbaense
Pseudagrion vumbaense é uma espécie de libelinha da família Coenagrionidae.
É endémica do Zimbabwe.
Os seus habitats naturais são: regiões subtropicais ou tropicais húmidas de alta altitude e rios.
Está ameaçada por perda de habitat.